# Tuarega parisi
Tuarega parisi is een rechtvleugelig insect uit de familie Pamphagidae. De wetenschappelijke naam van deze soort is voor het eerst geldig gepubliceerd in 2011 door Yin & Li.